# Cyril Slater
Cyril Slater   (Montreal, 27 de març de 1897 - Ciutat de Quebec, 26 d'octubre de 1969) va ser un jugador d'hoquei sobre gel quebequès que va competir durant les dècades de 1910, 1920 i 1930.
El 1924 va prendre part en els Jocs Olímpics de Chamonix, on guanyà la medalla d'or en la competició d'hoquei sobre gel. A nivell de clubs va jugar al Toronto Granites.